# Kavathanahalli, Mulbagal
Kavathanahalli là một làng thuộc tehsil Mulbagal, huyện Kolar, bang Karnataka, Ấn Độ.